# Peter Kirui
Peter Cheruiyot Kirui (Bomet, 2 januari 1988) is een Keniaanse atleet, die is gespecialiseerd in de lange afstand.

## Biografie
In 2008 werd hij tweede bij de Cursa Bombers (10 km) en een jaar later won hij de Carreira Popular Coruña (10 km). In 2010 werd hij tweede bij de halve marathon van Berlijn en vijfde bij de Paderborner Osterlauf (10 km). Hij trad op als tempomaker voor Samuel Kamau Wanjiru bij de Chicago Marathon en werd negende bij de halve marathon van Delhi.
In 2011 maakte hij zijn debuut op de marathon. Hij was gestart als gangmaker voor Patrick Makau Musyoki en kwam bij 30 km door in 1:27.38. Hij begeleidde ook Wilson Kipsang tot 30 km bij de marathon van Frankfurt en liep daar ook door en finishte als zesde.
In 2012 won hij zowel de halve marathon van New York en de halve marathon van Bogota. In 2013 liep hij de New York City Marathon en behaalde hierbij een achtste plaats in 2:11.23. In augustus 2016 won hij de halve marathon van Wörthersee. Korte tijd hierna liep hij een parcoursrecord bij de halve marathon van Praag door in 59.53 te finishen en was hiermee de eerste loper die binnen het uur finishte bij deze wedstrijd.
In Nederland is hij geen onbekende, zo werd hij in 2011 derde bij de City-Pier-City Loop met een tijd van 59.40. Deze wedstrijd werd gewonnen door zijn de Ethiopiër Lelisa Desisa, die met 59.37 drie seconden sneller was.

## Persoonlijke records
Baan
| Onderdeel | Prestatie | Datum            | Plaats    |
| --------- | --------- | ---------------- | --------- |
| 3000 m    | 7.45,79   | 18 juli 2009     | Zaragoza  |
| 5000 m    | 13.15,90  | 25 juli 2009     | Barcelona |
| 10.000 m  | 27.25,63  | 28 augustus 2011 | Daegu     |

Weg
| Onderdeel      | Prestatie | Datum             | Plaats    |
| -------------- | --------- | ----------------- | --------- |
| 10 km          | 27.55     | 3 april 2010      | Paderborn |
| 15 km          | 42.01     | 5 april 2014      | Praag     |
| 20 km          | 56.19     | 5 april 2014      | Praag     |
| halve marathon | 59.22     | 5 april 2014      | Praag     |
| 25 km          | 1:13.08   | 30 oktober 2011   | Frankfurt |
| 30 km          | 1:27.38   | 25 september 2011 | Berlijn   |
| marathon       | 2:06.31   | 30 oktober 2011   | Frankfurt |

## Palmares

### 5000 m
- 2009:  Villa de Bilbao International Meeting - 13.24,78
- 2009: 4e Reunion Internacional Ciudad de Malaga - 13.17,91
- 2009:  Reunion Internacional Ciudad de Barcelona - 13.15,90
- 2010: 5e Keniaanse kamp. in Nairobi - 13.38,01

### 10.000 m
- 2011:  Keniaanse WK Trials - 27.32,1
- 2011: 6e WK - 27.25,63
- 2014:  Keniaanse kamp. - 28.06,5
- 2014: 4e Gemenebestspelen - 27.58,24
- 2014: 6e Afrikaanse kamp. - 28.34,48

### 10 km
- 2008:  Nike Cursa de Bombers in Barcelona - 28.18
- 2008:  Carrera Urbana San Silvestre in El Ejido - 29.00
- 2009:  Coruña in La Coruña - 28.09
- 2009:  Carrera Internacional del CSIC in Madrid - 29.36
- 2009:  Carrera Popular de Negreira - 29.23
- 2009:  Carrera Popular Canillejas- Trofeo José Cano - 28.19
- 2010:  Peachtree Road Race in Atlanta - 27.56
- 2011:  Abraham Rosa International in Toa Baja - 29.10
- 2012:  Atlanta Journal-Constitution Peachtree Road Race - 27.37
- 2013:  AJC Peachtree Road Race in Atlanta - 28.11

### 15 km
- 2008:  Corrida Festas da Cidade do Porto - 43.50
- 2010:  Utica Boilermaker - 42.48
- 2012:  Utica Boilermaker - 43.33

### 10 Eng. mijl
- 2013:  Dam tot Damloop - 45.31
- 2014: 5e Dam tot Damloop - 46.33

### halve marathon
- 2009: 4e halve marathon van Baringo - 1:02.25,2
- 2010:  halve marathon van Berlijn - 1:00.17
- 2011:  City-Pier-City Loop - 59.40
- 2011:  halve marathon van Coban - 1:03.51
- 2012:  halve marathon van New York - 59.39
- 2012:  halve marathon van Bogota - 1:02.26
- 2013:  halve marathon van Bogota - 1:04.48
- 2014:  halve marathon van Praag - 59.22
- 2014:  halve marathon van Honolulu - 1:05.45
- 2015:  halve marathon van Honolulu - 1:04.08
- 2016: 5e halve marathon van Praag - 59.50
- 2016:  halve marathon van Klagenfurt - 1:00.48
- 2016:  Bredase Singelloop - 1:00.06
- 2018: 9e halve marathon van Göteborg - 1:04.03
- 2019:  halve marathon van Warschau - 1:01.57

### marathon
- 2011: 6e marathon van Frankfurt - 2:06.31
- 2012: 10e marathon van Amsterdam - 2:09.15
- 2013: 8e New York City Marathon - 2:11.23
- 2014: 8e New York City Marathon - 2:14.51
- 2015: 5e Marathon van Ottawa - 2:10.23
- 2016: 8e marathon van Praag - 2:15.34
- 2016:  Marathon van Valencia - 2:08.12

### veldlopen
- 2010: 4e Keniaanse kamp. in Eldoret - 36.30,4